# Cehu Silvaniei
Cehu Silvaniei là một thị xã thuộc hạt Sălaj, România. Dân số thời điểm năm 2002 là 8039 người.